# ニュートン・トーマス・サイジェル
ニュートン・トーマス・サイジェル（Newton Thomas Sigel, 1955年8月 - ）はアメリカ合衆国出身の撮影監督。

## 人物
ブライアン・シンガー監督作品の撮影を手がけている。
ホイットニー美術館で画家として働いた後、短編映画を製作するようになり、1980年代からテレビや映画の撮影を手がけるようになった。

## 手がけた作品
- サーモンベリー Salmonberries （1991年）
- ユージュアル・サスペクツ The Usual Suspects （1995年）
- トリガー・エフェクト The Trigger Effect  (1996年)
- 悪魔を憐れむ歌 Fallen （1997年）
- ゴールデンボーイ Apt Pupil （1998年）
- ブロークダウン・パレス Brokedown Palace （1999年）
- スリー・キングス Three Kings （1999年）
- コンフェッション Confessions of a Dangerous Mind （2002年）
- X-MEN2 X2 （2003年）
- ブラザーズ・グリム The Brothers Grimm （2005年）
- スーパーマン リターンズ Superman Returns （2006年）
- かけひきは、恋のはじまり Leatherheads （2008年）
- ワルキューレ Valkyrie （2008年）
- リープ・イヤー うるう年のプロポーズ Leap Year （2010年）
- 声をかくす人 The Conspirator （2010年）
- ドライヴ Drive （2011年）
- ジャックと天空の巨人 Jack the Giant Slayer （2013年）
- X-MEN:フューチャー&パスト X-Men: Days of Future Past （2014年）
- セブンス・サン 魔使いの弟子 Seventh Son （2014年）
- ボヘミアン・ラプソディ Bohemian Rhapsody （2018年）
- ザ・ファイブ・ブラッズ Da 5 Bloods (2020年)
- チェリー Cherry （2021年）
- シタデル Citadel (2023年)